# Bothrophthalmus lineatus
Bothrophthalmus lineatus — вид змій родини Lamprophiidae. Мешкає в Західній і Центральній Африці.

## Поширення і екологія
Bothrophthalmus lineatus поширені від Сьєрра-Леоне і південної Гвінеї на схід до Південного Судану і Уганди та на південь до Анголи. Вони живуть у вологих тропічних лісах, часто поблизу струмків, на висоті до 900 м над рівнем моря. Ведуть денний, наземний спосіб життя, ховаються в норах і серед опалого листя. Дорослі змії живляться дрібними ссавцями, зокрема мишами і землерийками, а молоді — дрібними ящірками. Відкладають яйця.